# 中央日本土地建物
中央日本土地建物株式会社（ちゅうおうにほんとちたてもの、英: Chuo-Nittochi Co., Ltd.）は、東京都千代田区霞が関に本社を置く不動産会社。中央日本土地建物グループの完全子会社。

## 概要
1954年5月に日本勧業銀行（現在のみずほ銀行）系の勧友ビルディング株式会社として設立され、その後日本土地建物株式会社に商号変更した。第一銀行系の中央不動産とは、2020年に共同持株会社の中央日本土地建物グループを設立し経営統合、2021年に合併し、中央日本土地建物株式会社に商号変更した。
都市開発事業、不動産ソリューション事業、住宅事業（「BAUS（バウス）」ブランド）、資産運用事業を展開する総合不動産会社で、第一勧銀グループに所属している。

## 沿革

### 日本土地建物→中央日本土地建物
- 1954年（昭和29年）5月 - 勧友ビルディング株式会社として設立[1]。
- 1961年（昭和36年）12月 - 浪速建物株式会社を合併し、勧銀土地建物株式会社に商号変更[1]。
- 1974年（昭和49年）1月 - 日本土地建物株式会社に商号変更[1]。
- 2012年（平成24年）4月 - 子会社の勧友エンタープライズ株式会社を吸収合併[1]。
- 2014年（平成26年）11月 - 持分法適用関連会社であった日新建物株式会社の不動産事業を吸収分割により日本土地建物に統合（事業統合）[3]。
- 2016年（平成28年）11月 - 子会社の日土地ビルサービス株式会社と同じく子会社の昌永ビルサービス株式会社を合併[4]。
- 2018年（平成30年）8月 - 神鋼不動産（神戸製鋼所グループ）との業務提携に合意[5]。
- 2020年（令和2年）4月1日 - 中央不動産株式会社と株式移転により共同持株会社の中央日本土地建物グループ株式会社を設立し、経営統合[6]。
- 2021年（令和3年）4月1日 - 中央不動産株式会社と合併し、中央日本土地建物株式会社に商号変更。旧日本土地建物株式会社の「ソリューション部門」及び旧中央不動産株式会社の「営業部門」を吸収分割により中央日土地ソリューションズ株式会社へ移管。

### 中央不動産
- 1953年（昭和28年）4月 - 第一地所株式会社設立
- 1963年（昭和38年）5月 - 澁澤エステートサービス株式会社設立
- 1980年（昭和55年）11月 - 中央不動産株式会社設立
- 2004年（平成16年）6月 - 中央不動産株式会社が澁澤エステートサービス株式会社を100%子会社化
- 2004年（平成16年）12月 - 中央不動産株式会社と第一地所株式会社が合併
- 2006年（平成18年）7月 - 中央不動産株式会社と澁澤エステートサービス株式会社が合併
- 2021年（令和3年）4月1日 - 日本土地建物株式会社に吸収合併され、解散。

## 主な物件
- 日土地西新宿ビル
- 日土地銀座ビル
- 日土地名古屋ビル
- ルララこうほく
- IKOZA
- 京橋エドグラン
- 汐留芝離宮ビルディング
- 大崎ニューシティ4号館（新大崎勧業ビルディング）

4大プロジェクト
- 内幸町一丁目街区
- 虎ノ門一丁目東街区
- 田町駅前建替プロジェクト
- 淀屋橋ステーションワン（日土地淀屋橋ビル建替） - 京阪ホールディングスと共同。

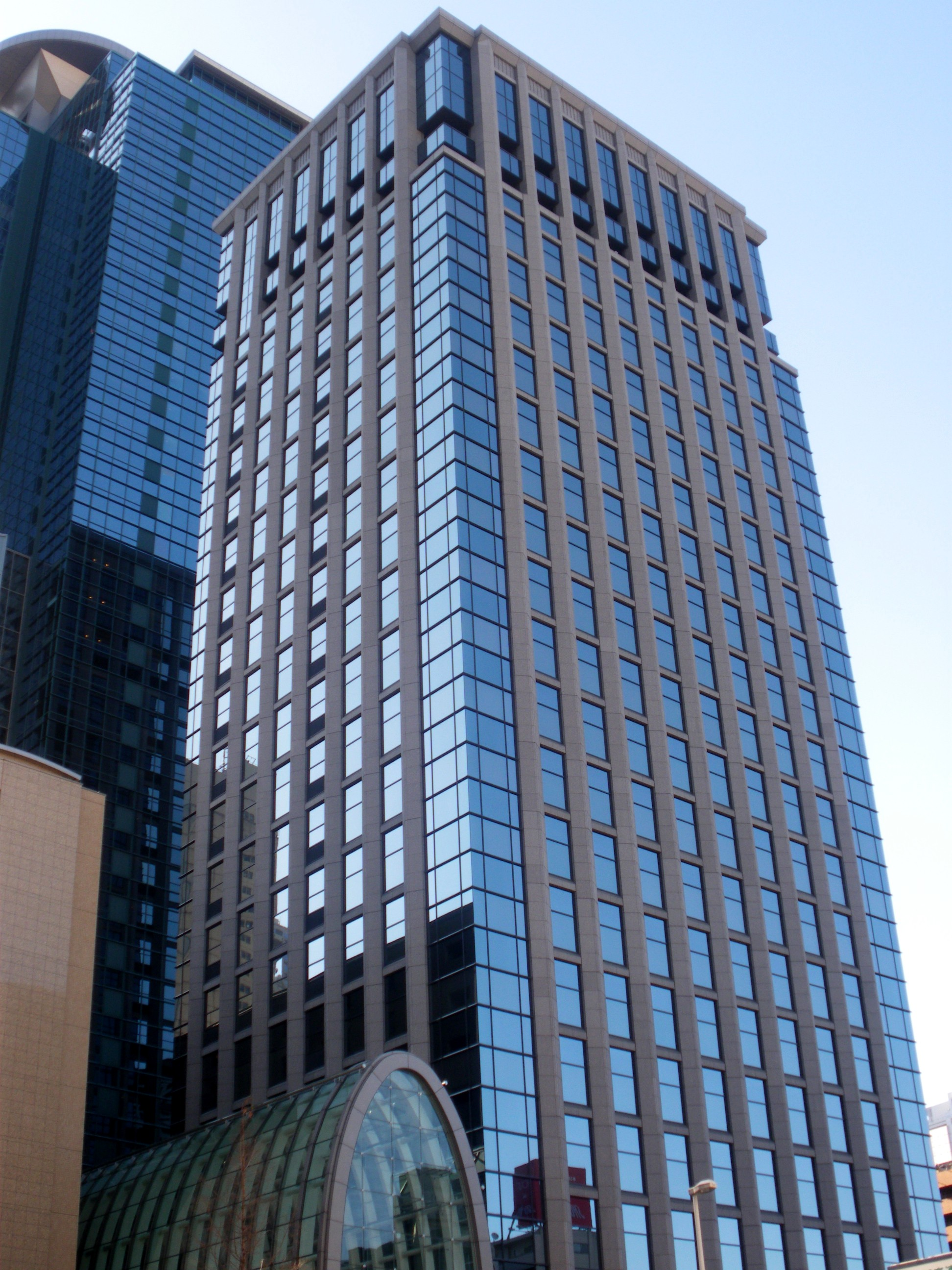
日土地西新宿ビル
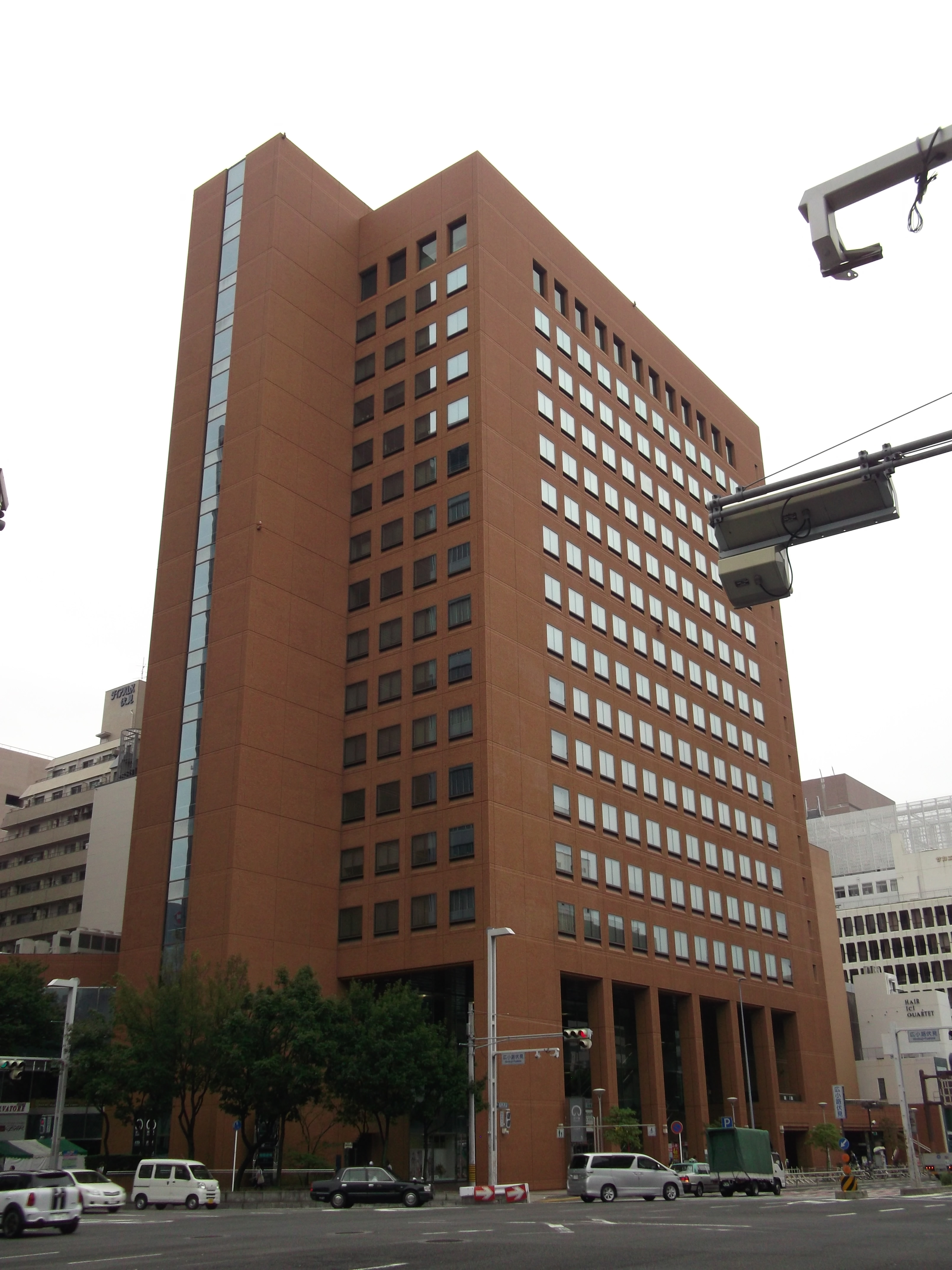
日土地名古屋ビル
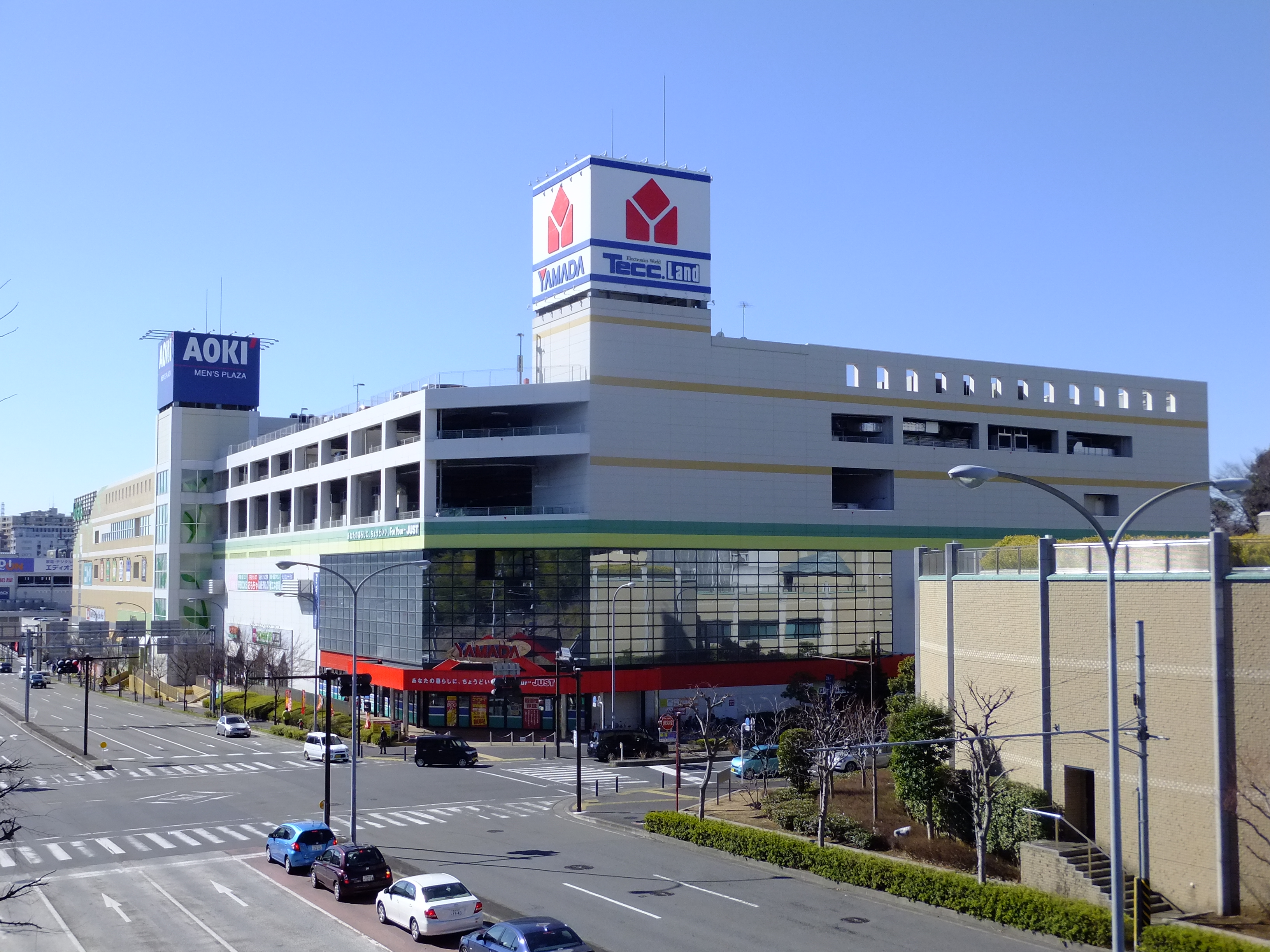
ルララこうほく
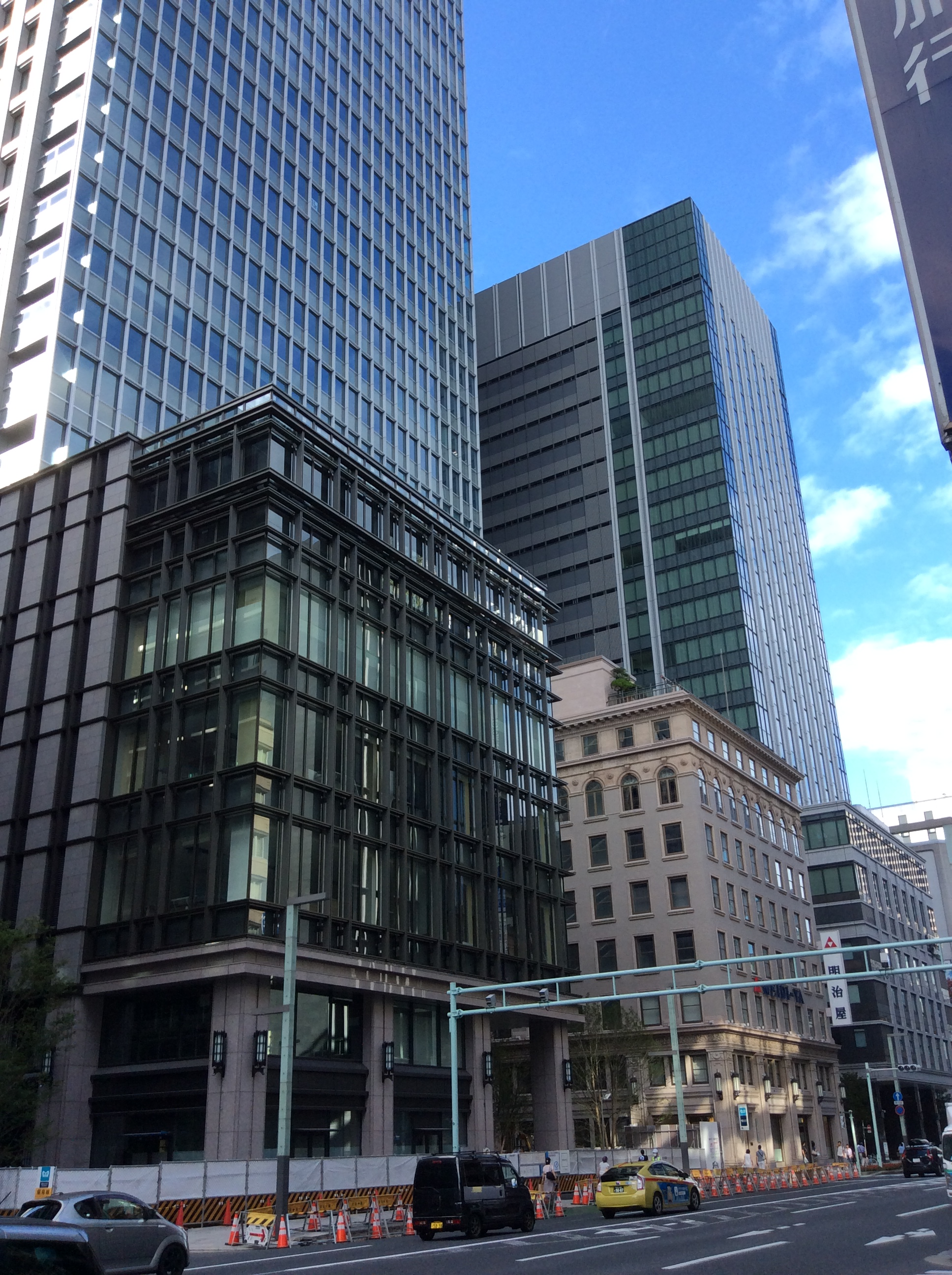
京橋エドグラン
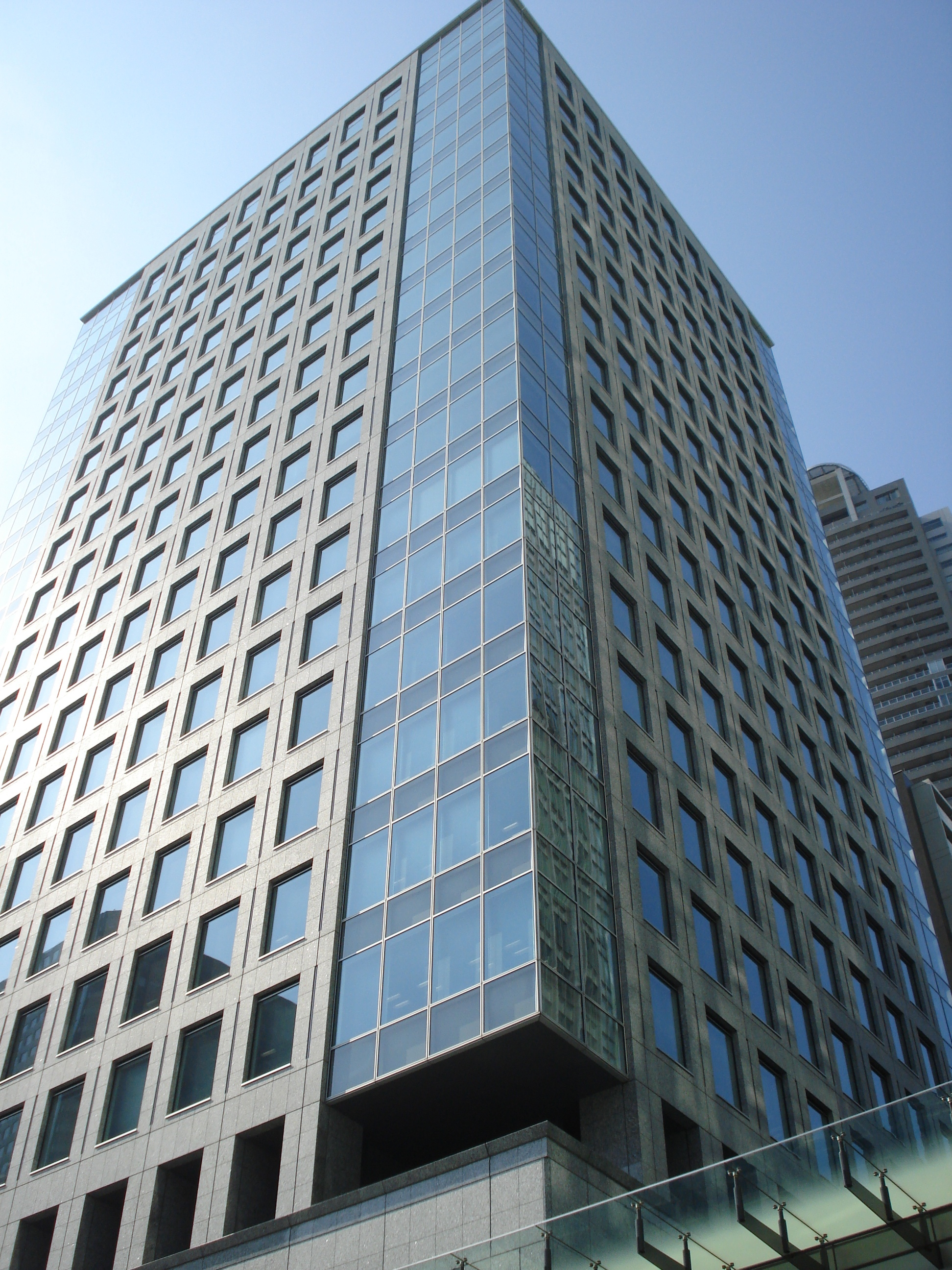
汐留芝離宮ビルディング
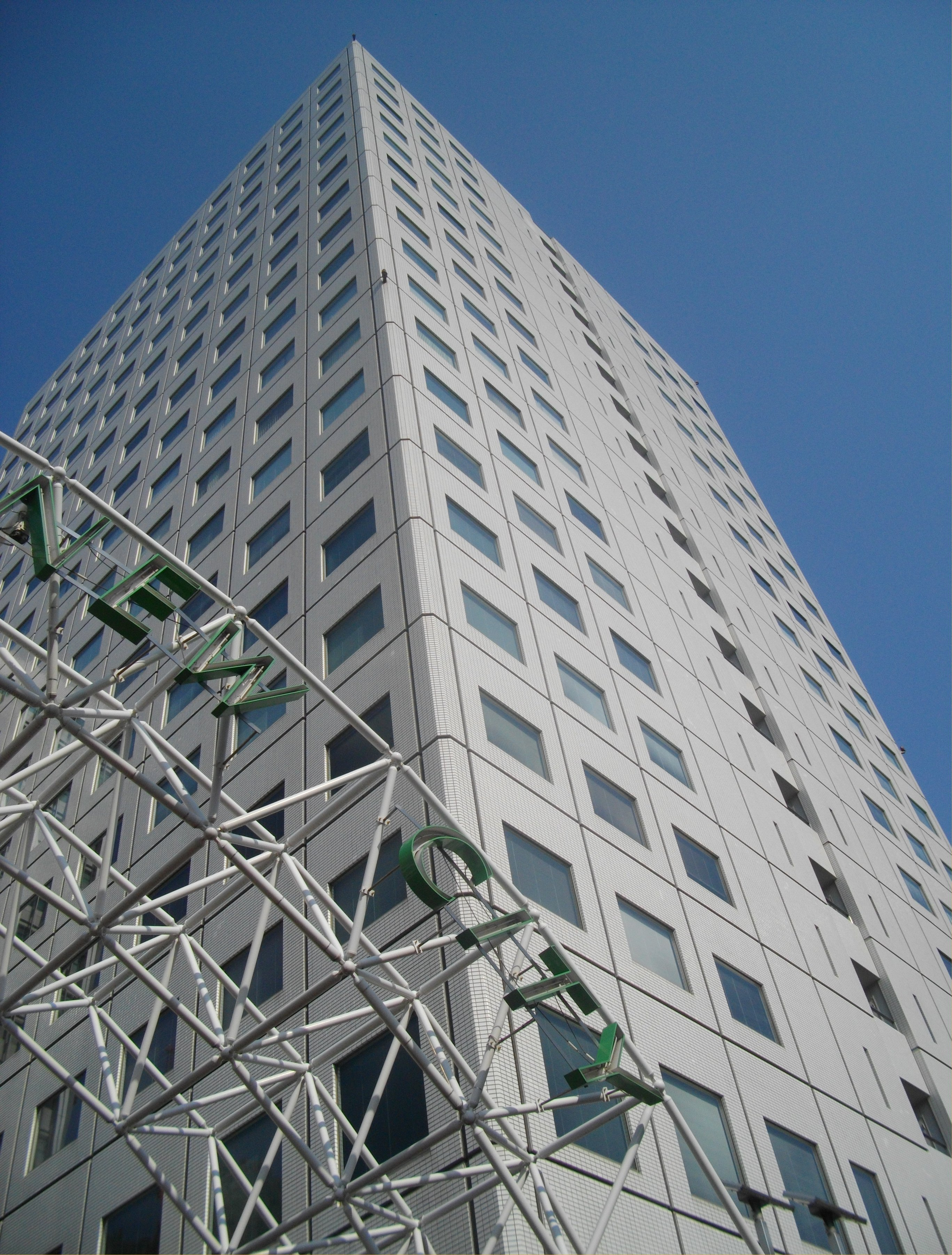
大崎ニューシティ4号館（新大崎勧業ビルディング）

## 事業所
- 本社 - 東京都千代田区
- 関西支社 - 大阪府大阪市中央区（オービック御堂筋ビル）

## 関係会社
- 中央日本土地建物グループ - 親会社